# ناحیه وزره
ناحیه وزره (به عربی: دائرة وزرة) یک ناحیه در الجزایر است که در استان مدیه واقع شده‌است.